# 霍利斯 (阿拉斯加州)
霍利斯（英語：Hollis）是位於美國阿拉斯加州威尔士亲王-海德人口普查区的一個非建制地區和人口普查指定地區。根據2010年美國人口普查，該地人口為112人，而該地的面積約為167.40平方千米。

## 地理
霍利斯的座標為55°29′04″N 132°42′57″W / 55.48444°N 132.71583°W，而該地的平均海拔高度為58米（即190英尺）。